# Thái thượng Thiên vương
Thái thượng Thiên vương (chữ Hán: 太上天王; Hangul: 태상천왕), gọi tắt Thượng Vương (上王), là tôn hiệu Thái thượng vương của các Thiên Vương (天王) - những vị quân chủ Trung Quốc.

## Thái thượng Thiên vương của Trung Quốc
- Thiên vương Lã quang (399 tại vị 5 ngày) xứ Hậu Lương.

## Vương quốc Tiểu Thiên[1]
- Tống Tại Khang[2] (2013 - )